# 連邦捜査局

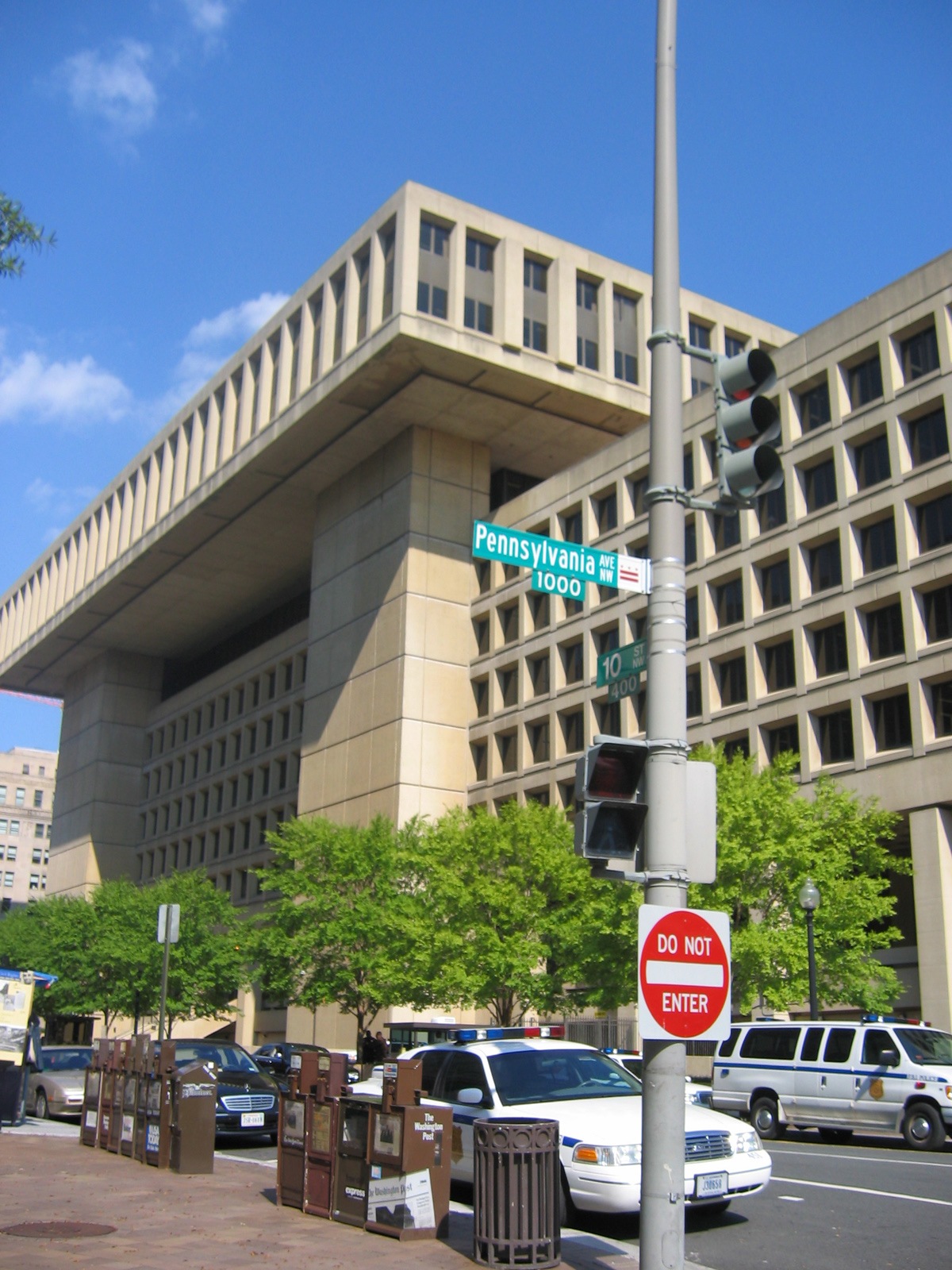
向かい側、ペンシルベニア大通り1000番地から見た連邦捜査局本部のフーヴァービル(所在地はワシントンD.C.ペンシルベニア通り935番地)

連邦捜査局（れんぽうそうさきょく、英語: Federal Bureau of Investigation, FBI）は、司法省に属するアメリカ合衆国の警察機関のひとつ。国内の治安維持を一手に担い、テロ・スパイ、政府の汚職、複数の州に渡る広域事件、強盗事件などの捜査を担当する。さらに、誘拐事件では、未解決のまま通報から24時間を経過すると、広域事件として自治体警察からFBIに捜査主体が移される。
本部はワシントンD.C.ペンシルベニア通り935番北西（ジョン・エドガー・フーヴァービルディング）に位置する。ワシントンD.C.のポトマック川対岸にあたるバージニア州北部にクワンティコ本部が置かれている。エドガーフーヴァー・ビルは行政部門の中心であり、クワンティコ本部が捜査部門の中心となる。

## 歴史
イギリスによるアメリカ大陸の植民地化の過程で、多くの制度がイギリス本国から持ち込まれており、警察制度も同様であった。イギリスでは、地域の秩序・平和を維持する責任は地域住民各々が負うべきであるという自治の意識が強く、家族や地域住民による隣保制の時代が長かった。この理念を導入したアメリカ合衆国においても、地域住民に依拠した隣保制や、その延長線上としての自治体警察が主となり、連邦政府の法執行機関は、ごく限られた特殊な領域を所掌するものに限られていた。
その後、アメリカ合衆国の発展に伴い、国民の生命・財産の保護を担当する連邦政府の法執行機関が要請されるようになった。建国当初から令状の執行や法廷管理・警備など連邦司法制度の保護を任務とする連邦保安官があり、その任務の一環として一般警察活動も担当してはいたものの、あくまで所掌事項のごく一部に過ぎなかったことから、一般警察活動への要請増大に伴い、加速度的に対応が困難になってきていた。このことから、チャールズ・ジョセフ・ボナパルト司法長官は司法省直轄の一般警察機関の創設を検討したものの、中央集権的な連邦警察を嫌う議会によって却下されたため、苦肉の策として、財務省シークレットサービスの捜査官の派遣を受けて捜査活動に従事するようになった。しかしセオドア・ルーズベルト大統領の政権下で、西部国有地不正売却事件のようにシークレットサービスの捜査官を広範に活用したことが議会で問題となり、1908年、シークレットサービス捜査官の活動を財務省の管轄内に制限する決議がなされたことで、司法省もシークレットサービス捜査官の増援を受けられなくなった。
この情勢を受けて、司法省直轄の捜査機関の創設が決定され、まず1908年7月26日、シークレットサービスの現役捜査官9名・元捜査官14名の移籍を受けて、スタンレイ・フィンチの指揮下に捜査局（Bureau of Investigation, BOI）が設置された。その後、第一次世界大戦を経て順次に権限が拡張され、実績が挙がった一方、捜査官の質が不揃いであり、劣悪な捜査官による弊害も顕在化した。このことから、1924年に29歳の若さで捜査局長に就任したジョン・エドガー・フーヴァーにより綱紀粛正が徹底された。そして1935年、現在の連邦捜査局（Federal Bureau of Investigation, FBI）に改称された。

## 組織

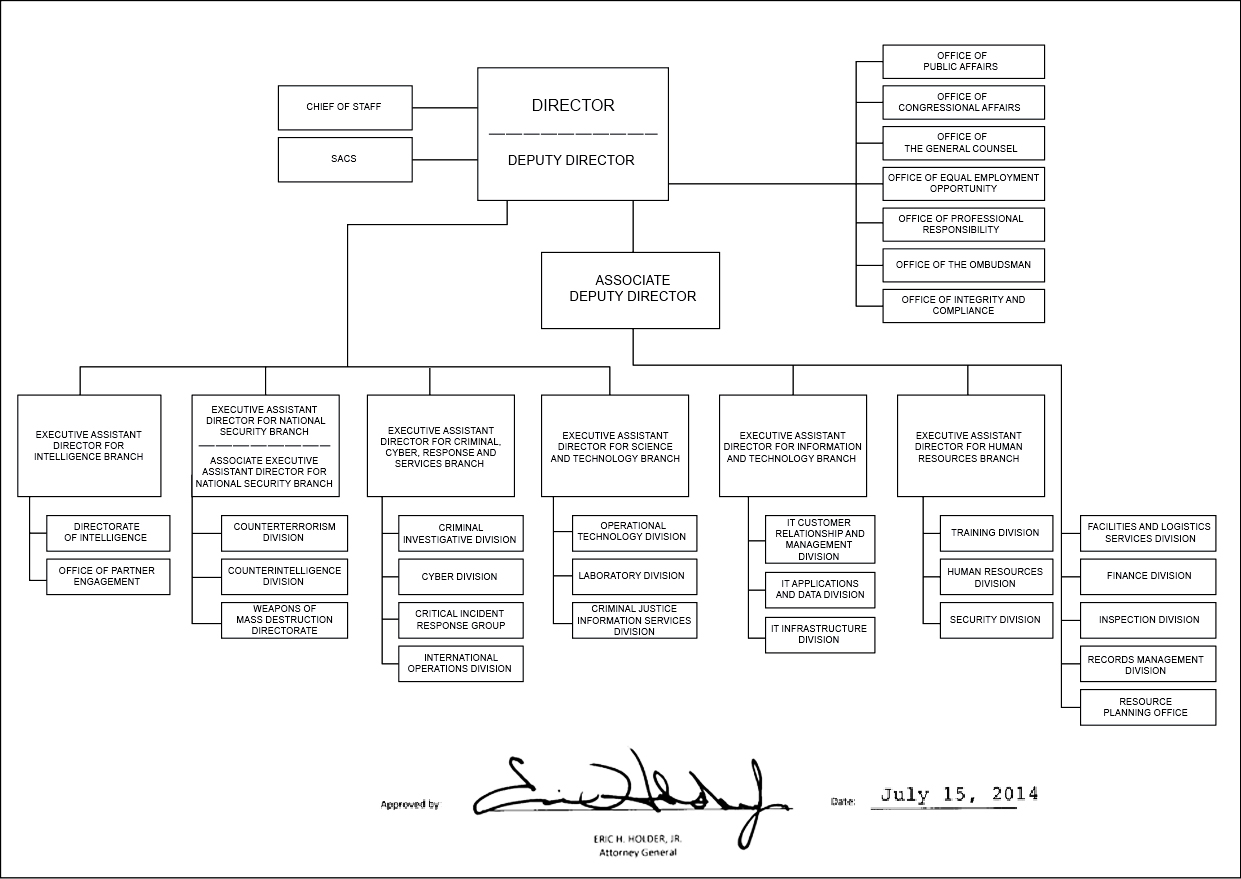
組織図

内部部局
「長官」及び「副長官」 (Deputy Director) のもとに、下記の6つの部（branch）が設置されている。このうち、情報部、国家保安部、刑事・サイバー対策部、科学技術部は長官・副長官の直率下にあるが、情報技術部と人事部は「副長官補」（Associate Deputy Director）を介して指揮されている。
- 情報部 (Intelligence Branch) 
- 国家保安部 (National Security Branch) 
- 刑事・サイバー対策部 (Criminal, Cyber, Response, and Services Branch) 
- 科学技術部 (Science and Technology Branch) 
- 情報技術部 (Information and Technology Branch) 
- 人事部 (Human Resources Branch) 

それぞれの部は次官補（Executive Assistant Director）によって指揮されている。
地方支分部局
56か所の地方局（field office）が配されており、それぞれが局長（Special Agent in Charge）によって指揮されている。

### 指揮系統
捜査局長 (Chief of BOI) (1908-1935)
- スタンレー・フィンチ (Stanley Finch) : 1908年 - 1912年
- アレキサンダー・ブルース・ビエラスキ（1912年 - 1919年） 
  - 局長代行: ウィリアム・E・アレン（1919年）

- ウィリアム・J・フリン（1919年 - 1921年）
- ウィリアム・J・バーンズ（1921年 - 1924年）
- ジョン・エドガー・フーヴァー（1924年 - 1935年）

連邦捜査局長官（Director of FBI） （1936-現在）
- ジョン・エドガー・フーヴァー（1936年 - 1972年） 
  - 長官代行：クライド・トルソン （1972年5月2日 - 3日）
  - 長官代行：L・パトリック・グレイ3世（1972年 - 1973年）
  - 長官代行：ウィリアム・D・ラッケルズハウス（1973年）

- クラレンス・M・ケリー（1973年 - 1978年）
  - 長官代行：ジェームス・B・アダムス（1978年）

- ウィリアム・H・ウェブスター（1978年 - 1987年）
  - 長官代行：ジョン・オット－（1987年）

- ウィリアム・セッションズ（1987年 - 1993年）
  - 長官代行：フロイド・I・クラーク（1993年）

- ルイス・J・フリー（1993年 - 2001年）
  - 長官代行：トーマス・J・ピカード（2001年）

- ロバート・S・モラー 3世（2001年 - 2013年）
- ジェームズ・コミー（2013年 - 2017年） 
  - 長官代行：アンドリュー・G・マッケイブ（2017年）

- クリストファー・レイ（2017年 - 2025年）
  - 長官代行：ポール・アバテ（2025年）
  - 長官代行：ブライアン・ドリストル（2025年）

- カシュ・パテル（2025年 - 現在）

### FBIアカデミー
FBIアカデミー（FBI Academy）は、米国バージニア州クアンティコに位置するFBI所管の法執行機関研修施設（Law enforcement training facilities）。1935年にPolice Training Schoolとして設立され（これは現在のNational Academyプログラムである）、現在の組織はそれを拡張的に改組して1972年に設立された。
一般公開はされていない。政府系教育施設の中では小規模なものであり、3つの寄宿舎と、関連施設が存在する。施設では年に4回の入所者を受入れ、10週間かけて250人を訓練する。訓練中は給与が支払われる。敷地面積は385エーカー（1.6平方km）であり、クアンティコ海兵隊基地の敷地の一部を借用して運営されている。

### FBI市民アカデミー
FBI市民アカデミーは、当局のコミュニティアウトリーチの一環として約２か月間、ビジネス、宗教、市民、地域社会、NGOなどのリーダー達を対象に、FBIの内情視察を提供するプログラム。全米各地方局にて実施。目的は、率直な議論と教育を通じて、コミュニティにおける連邦法執行機関の役割についての理解を深めること。
全米各地の卒業者は、該当地域の「FBI市民アカデミー協会」（Alumni Association）へ加入が可能。全米各地には、約42,000人の卒業者会員が約６０支部に加入。全米FBI市民アカデミー協会の本部は、フロリダ州セントピーターズバーグ市。

## 人員・装備

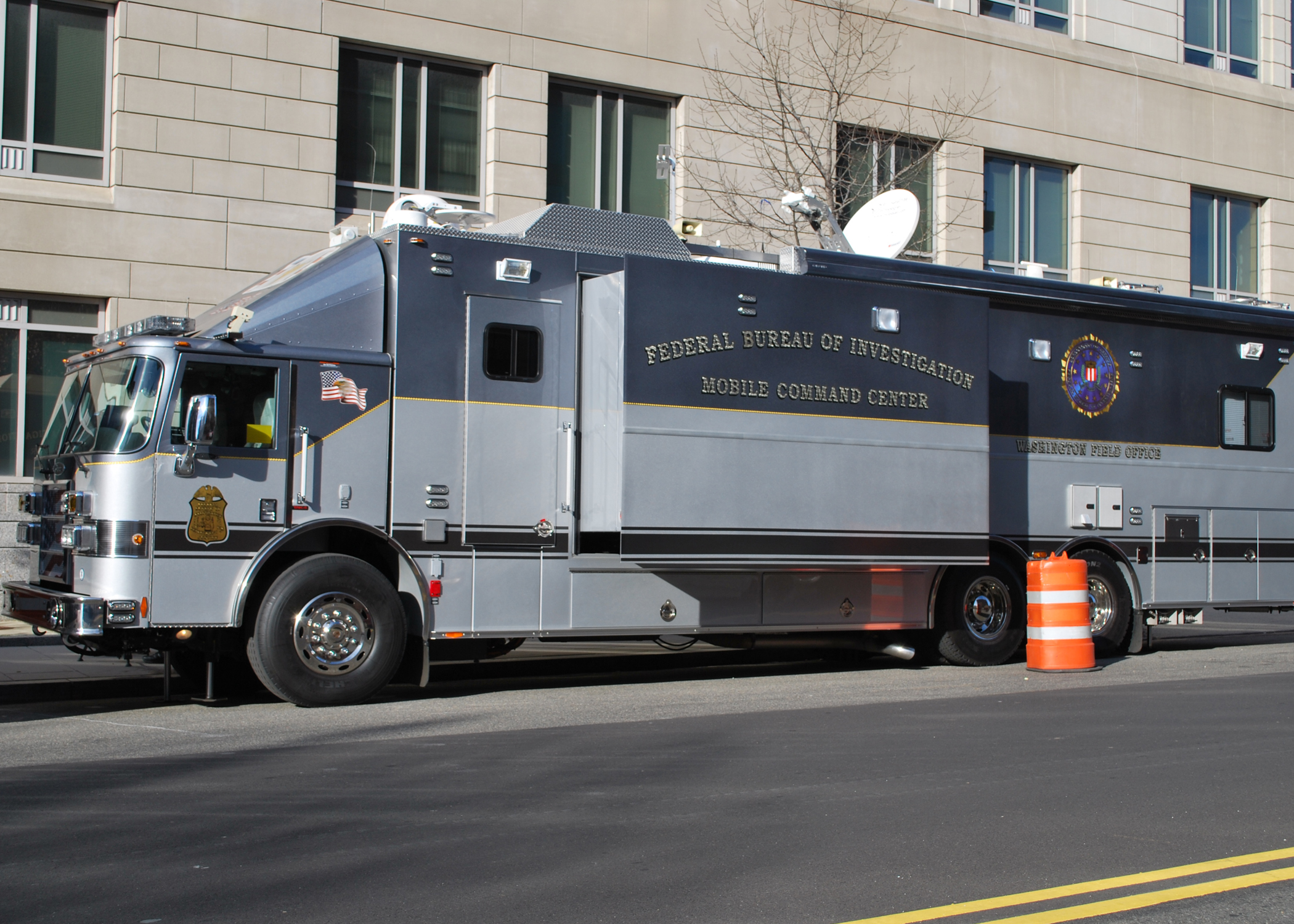
現場本部車。ワシントン支局の保有している物

### 捜査官
FBIの職員は、日本法における司法警察職員にあたる特別捜査官（Special agent）と技官などの一般職員にわけられる。
他の組織の警察官と比較したとき、FBI特別捜査官を大きく特徴づけるのが高い学歴である。これはフーヴァーによる綱紀粛正の際に、捜査官の質的向上を図って導入されたもので、当時は弁護士または公認会計士になる資格を有することが求められていた。その後条件が緩和され、弁護士・公認会計士でなくとも、法務博士などの上級学位を有するか、それに相当する能力を有していればよいことになった。ただしその後も、特別捜査官の大部分は法律家が占めており、FBIの採用試験は、大半の州の弁護士試験よりも難しいと言われている。
このように、FBI特別捜査官は原則として弁護士に相当する能力を有していることから、建前上は、すべての捜査官は平等とされており、一般的な法執行機関や軍隊のような階級制度は存在しない。管理官（Supervisory Special Agent）や支局長（Special Agent in Charge）などの管理職についても、建前上は、組織管理を専門とする職種の一つとして位置づけられている。新任の特別捜査官で本部勤務の場合、年次基本給は43,441ドルである。
なお、FBIの特別捜査官はGメンと通称される。これは1933年9月、FBIとメンフィス市警察がギャングのマシンガン・ケリーを包囲した際、銃を向けられたケリーが「撃つなっ、Gメン! 撃つなっ!」と叫んだとされることに由来しており、"Government man"（政府職員）の略語である。

### ピストル

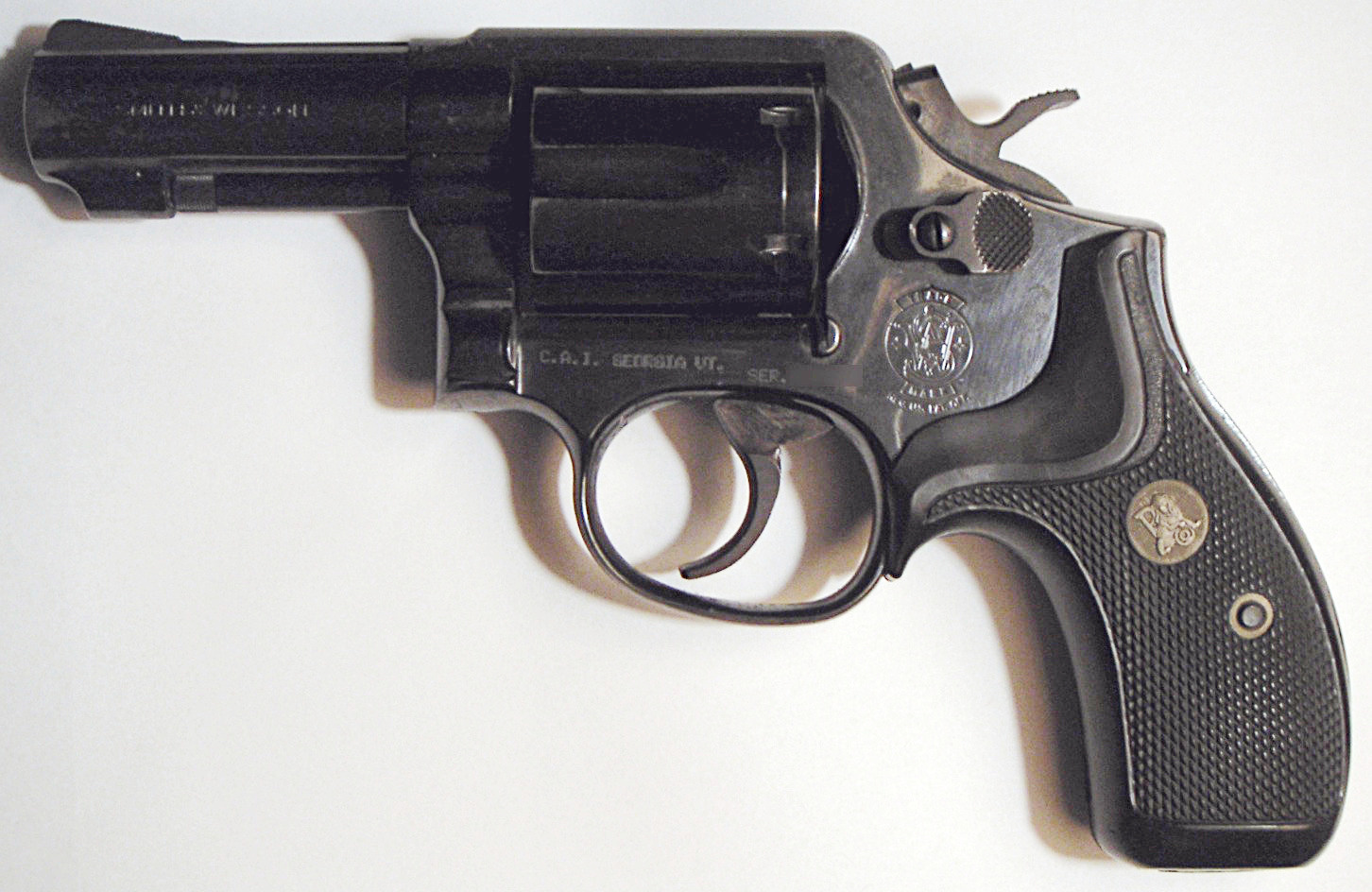
1970年代まで使用されていたS&W M13。別名“FBIスペシャル”

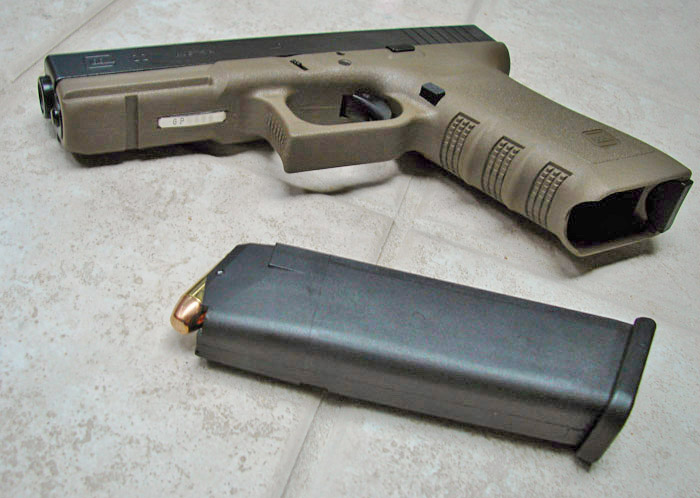
現用機種のグロック22

捜査局創設直後には一律に武装を許可する法的根拠がなく、捜査官たちは毎回所轄の保安官や警察署長に申請する必要があった。この時期には.35S&W弾仕様のM1913自動拳銃や.45ACP弾仕様のM1911A1自動拳銃、.38スペシャル弾仕様の回転式拳銃・S&W M10（ミリタリー&ポリス）が用いられていたほか、個人所有品の使用も多かった。
その後、1934年には捜査官の武装が公式に認可された。.38スーパー弾仕様のM1911A1自動拳銃や.357マグナム弾仕様のNフレーム回転式拳銃、.38スペシャル弾仕様のS&W製各種回転式拳銃が調達・配備された。コルト・ポケットポジティブ、コルト・ディテクティブスペシャル、S&W ボディーガード、S&W M36（チーフスペシャル）などが用いられたが、特にS&W M19（コンバットマグナム）の4インチ銃身モデルは、SWAT要員を中心として好評を博した。
しかし、同銃を含めて、NフレームやKフレームの.357マグナム弾仕様の回転式拳銃は日常的な携行には大きすぎた一方、スナブノーズのJフレーム拳銃では十分な威力を発揮できなかったことから、1970年代中盤から再度の見直しが着手された。まず2.5インチ銃身のS&W M10が試験的に制式採用されたが、エジェクターロッドや照準線の短さが嫌われて、多くの捜査官が改造を加えて携行した。続いて、同モデルをベースに.357マグナム弾に対応したM13が採用された。これは極めて好評であり、広く普及したが、FBIが採用した最後の回転式拳銃となった。
1980年代初頭、制式としては初の自動拳銃としてS&W M459が採用され、SWAT要員や人質救出チーム（HRT）を中心として配備された。これは好評だったが、老朽化に伴い1988年から、SWAT要員を端緒としてSIG SAUER P226への更新が着手されたほか、一般の特別捜査官にはP228も配備された。また、HRTでは、FN ブローニング・ハイパワーのカスタムモデルも用いられた。
その後、1986年のマイアミ銃撃事件でストッピングパワー不足が問題になったことから、大口径化が志向されることとなった。まず10mmオート弾仕様のS&W M1076が試験的に採用されたのち、1997年5月には.40S&W弾仕様のグロック22とコンパクトモデルのグロック23が採用された。
しかし、その後の弾薬技術の発達に伴って、9x19mmパラベラム弾でも.40S&W弾や.45ACP弾と大差のない威力を発揮できるようになり、また、反動の小ささやグリップの細さから特に速射時の射撃精度に優れる面が評価されて、2015年には制式拳銃の9x19mmパラベラム弾への回帰が決定された。

### 階級・役職
一般的なアメリカの警察とは異なる階級（或いは役職名）を使用する。歴史的な経緯から捜査官は全員「特別捜査官」と呼称される。特別捜査官はさらに５つの等級に分けられるが給与等級の区分であり階級ではない。
| 役職                   | 英語表記                                  | 実務内容                                             |
| ---------------------- | ----------------------------------------- | ---------------------------------------------------- |
| FBI長官                | Director                                  | FBIのトップ（大統領任命・上院承認）                  |
| 副長官（長官補佐）     | Deputy Director                           | 長官の補佐、FBI全体の管理                            |
| 副長官補（副次長官）   | Associate Deputy Director                 | 内部運営を担当                                       |
| 専務補佐官             | Executive Assistant Director（EAD）       | 主要部門（情報、テロ対策、サイバー犯罪など）の責任者 |
| 主任補佐官             | Assistant Director（AD）                  | 各部門・支局のトップ                                 |
| 管理官                 | Special Agent in Charge（SAC）            | 各州や支局の責任者                                   |
| 副管理官（管理官補）   | Assistant Special Agent in Charge（ASAC） | SACの補佐・重要事件での責任者                        |
| 統括特別捜査官（主任） | Supervisory Special Agent（SSA）          | 捜査チームの指揮官                                   |
| 特別捜査官             | Special Agent（SA）                       | 一般的なFBI捜査官（捜査や防諜活動を担当）            |

## 活動

### 刑事警察
1977年、犯罪捜査を担当する一般捜査部（General Investigative Division）と、公民権関係や身元調査などを担当する特別調査部（Special Investigative Division）、および情報部の一部部門を統合して、刑事部 (Criminal Investigative Division) が発足した。
当初はスパイの取締を除くすべての国内捜査活動を管轄していたが、1993年10月、国内テロリズム対策部は公安警察部門に移管されて、国家保安部の一部となった。その後、2002年にはサイバー戦対策部門や国際協力部門を統合する中間結節として、刑事・サイバー対策部 (Criminal, Cyber, Response, and Services Branch) が設置されている。

### 武装要員
1960年代以降の治安悪化に対応して、アメリカ合衆国の法執行機関ではSWATチームの編成が活発になっており、FBIでも、1973年7月9日にアルバカーキ、ニューメキシコ、デンバー、コロラド、カンサスシティ、ミズーリ、オマハ、ネブラスカ、フェニックス、アリゾナ、ワシントンDCの各地方局にSWAT訓練コースを開講し、編成に着手した。現在では、56ヶ所の地方支分部局にそれぞれSWATチームが設置されている。
強権的・中央集権的な武装警察を極度に嫌う風土から、1970年代まではこれらの部隊の任務は凶悪犯の検挙などに留められており、対テロ作戦は陸軍のデルタフォースや海軍のSEALsチーム6のような軍の特殊部隊の任務とされていた。しかし軍部隊では平時の国内出動には不適な部分が多いことが問題になり、1984年、FBI自身の対テロ作戦部隊として人質救出チーム（HRT）が創設された。1994年には、刑事部に重大事件対応群（CIRG）が設置され、HRTや各地方支分部局のSWATチーム、更に交渉人チームは、その戦術作戦課（Tactical Operations Section）のもとで統合運用されるようになった。HRTとSWATチームをあわせて、約1,200名の隊員を擁している。

### 公安警察
捜査局では、1917年の第一次世界大戦への参戦やロシア革命に呼応する国内の動きに対応して、同年、過激派捜査部（Radical Division）を設置して、秘密警察活動の組織化を図った。1917年のスパイ活動法による赤狩りの活発化のほか、防諜強化の要請から、1919年には一般情報部（General Intelligence Division）として体制を拡充した。

1924年に一度解体されたが、ルーズベルト政権下で再建された。また1930年代後半に入ると、欧州情勢の緊迫化に対応して防諜強化が図られることになり、体制整理の必要から、FBIが国内防諜の中枢機関として指定された。これを受けて、1941年には国家防衛部（National Defense Division）、1943年には保安部（Security Division）として順次に体制強化が図られた。
1960年代には、フーヴァー長官のもと、部名は戦前の一般情報部に戻されるとともに、防諜（コインテルプロ）専任の国内情報部を設置した。しかしフーヴァーの死後、これらの公安警察の組織を用いた不適切な情報収集活動などが問題視され、対外防諜は新設された情報部（Intelligence Division）、国土安全保障は一般情報部が担当することとなった。
1993年10月、一般情報部に刑事部の国内テロリズム対策部を取り込んで、国家保安部（National Security Division）に改称された。その後2005年に、FBIの体制改編とあわせて、関連部門を統合改編してNational Security Branch, NSBとして再編されている。

### サイバー戦
2010年3月4日、FBI長官ロバート・S・モラー 3世は、サンフランシスコで開かれたRSAサイバー・セキュリティ会議 (RSA Cyber Security Conference) に出席し、FBIに以下のサイバー対策部隊があることを明らかにした。
- 国内支局のサイバー担当官 (Cyber squads) - 1000人以上の捜査官、分析官を有する。ルーマニア、エストニア、オランダなど欧州の警察機関にも捜査官を派遣している。
- 機動サイバー隊(Mobile Cyber Action Teams) - 世界中のサイバー脅威に対応できる高度に訓練された捜査官、分析官のグループ。
- 国家サイバー合同捜査本部 (National Cyber Investigative Joint Task Force) - FBI主体で創設され、17の警察・情報機関と協力している。

また、FBI長官は、この会議において、「現在のところ、テロリストは、インターネットを使って全面的なサイバー攻撃を行っていない。しかし、彼らは、多数のDoS攻撃を行っている」と語った。

## 活動への批判
厳しい監視と激しい弾圧
フーヴァー時代のFBIは、アメリカ市民に対する監視をおこなっていた。特に1960年代から1970年代の反戦運動、公民権運動、フラワー・ムーブメントの時代には、厳しい監視と激しい弾圧を実施した。
監視対象となった市民としては、ジョン・レノン、ベトナム反戦運動グループ、マーティン・ルーサー・キング・ジュニアを含む公民権運動団体、南部キリスト教指導者会議、全米黒人地位向上協会、人種平等会議およびその他の市民権団体に関連する人々がいる。さらに黒人民族主義グループ（例えば、ネイション・オブ・イスラムとブラックパンサー党）、アメリカ・インディアン・ムーブメント、民主化社会のための学生を含む「新左翼」、イッピーやヒッピーなども監視、弾圧の対象となった。
ジョン・レノンが執拗な監視をされた件、ブラック・パンサー党の党員が激しく弾圧された件（17歳のボビー・ハットンは警察に射殺された）などは、特に有名である。ジョン・レノンに対する執拗な監視は、後年、ドキュメンタリー映画『PEACE BED アメリカVSジョン・レノン』になった。
これらの弾圧で、FBIは厳しい批判を受けた。またエドガー・フーヴァーが極めて長期間、長官の地位に居座ったこと、大統領や政治家の秘密を多く把握し、大統領も手を出せない超権力者になっていたことも、フーヴァー死後、批判の対象となった。
違法な監視活動
1971年3月8日、FBI支局から違法な監視活動をしるした記録文書が盗み出された。その後、報道機関によって公表され、その活動が批判を受けた。

## 主な要素や舞台として登場する創作作品
Category:連邦捜査局を舞台とした作品 (10)も参照。

### 小説
- 羊たちの沈黙(1988)

### 映画
- 連邦警察(1959)
- ダイ・ハード(1988)
- 羊たちの沈黙(1991、同名の小説の映画化作品)
- ツイン・ピークス/ローラ・パーマー最期の7日間（1992）
- こちら葛飾区亀有公園前派出所 THE MOVIE(1999)
- デンジャラス・ビューティー　(2000)
- キングダム/見えざる敵（2007）
- パブリック・エネミーズ（2009）
- J・エドガー(2011)
- ブラック・スキャンダル（2015）
- コンフィデンシャル：国際共助捜査（2022）
- リアリティ（2023）[28]
- キラーズ・オブ・ザ・フラワームーン（2023）

### テレビドラマ
- FBIアメリカ連邦警察（1965 - 1974）
- ツイン・ピークス（1990 - 1991、2017）
- X-ファイル（1993 - 2002、2016 - ）
- クリミナル・マインド FBI行動分析課(2005 - 2020)
- THE BLACKLIST/ブラックリスト(2013 - )
- FBI: 特別捜査班（2019 - ）
- ラストマン-全盲の捜査官-(2023)

### 漫画
- 名探偵コナン
- ゴルゴ13
- DEATH NOTE